# 拉布尔布勒
拉布尔布勒（法語：La Bourboule，法語發音：[la buʁbul]）是法国多姆山省的一个市镇，属于克莱蒙费朗区。

## 地理
拉布尔布勒（45°35'18"N, 2°44'21"E）面积12.74 平方千米，位于法国奥弗涅-罗讷-阿尔卑斯大区多姆山省，该省份为法国中南部省份，北起阿列省接壤，东临卢瓦尔省，南至上盧瓦爾省和康塔爾省，西接科雷兹省和克勒兹省。
与拉布尔布勒接壤的市镇（或旧市镇、城区）包括：米拉勒凯尔、奥弗涅地区拉图尔、蒙多尔、奥弗涅地区圣索夫。

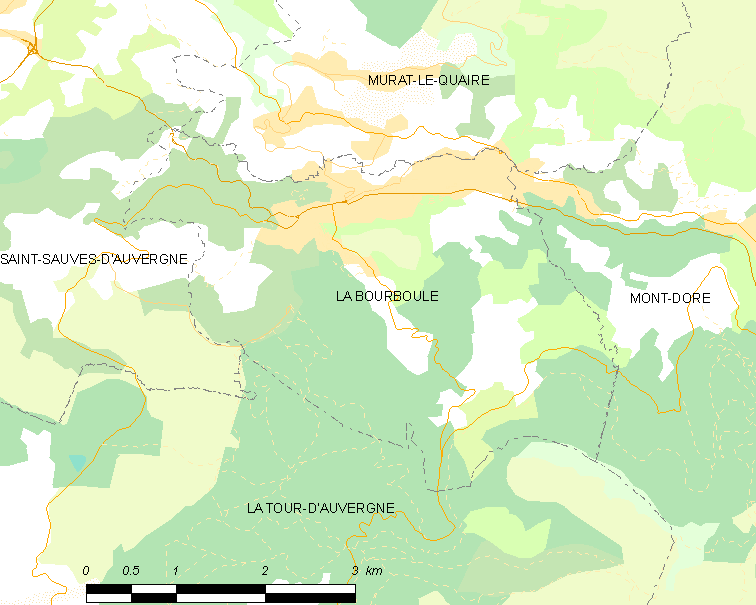
拉布尔布勒的OSM定位图

拉布尔布勒的时区为UTC+01:00、UTC+02:00（夏令时）。

## 行政
拉布尔布勒的邮政编码为63150，INSEE市镇编码为63047。

## 政治
拉布尔布勒所属的省级选区为勒桑西县。

## 人口

1962-2008年间拉布尔布勒人口变化图示

拉布尔布勒于2022年1月1日时的人口数量为1739人。